# Moleque Tião
Moleque Tião é um filme brasileiro de drama de 1943,  dirigido por José Carlos Burle e escrito por ele e Alinor Azevedo. Foi o primeiro filme em que Grande Otelo foi protagonista, e o primeiro dirigido por José Carlos Burle. Até onde se sabe não existe nenhuma cópia do filme, sendo considerado um filme perdido. No youtube é possível encontrar uma gravação dos bastidores do filme onde aparece Grande Otelo, Lurdinha Bittencourt e Custódio Mesquita.
Moleque Tião marcou a estreia da Atlântida Cinematográfica, sendo o primeiro filme distribuído comercialmente pela companhia. O lançamento ocorreu no Cinema Vitória, na cidade do Rio de Janeiro.
O original do filme foi destruído no incêndio ocorrido na Atlântida, em 1952.

## Elenco
- Grande Otelo ...Tião[1]
- Custódio Mesquita  ...Orlando[1]
- Sarah Nobre ...Esposa[1]
- Lourdinha Bittencourt  ...Filha[1]
- Nelson Gonçalves ...Cantor[1]
- Oswaldo Loureiro ...Diretor
- Hebe Guimarães[1]
- Elsa Mendes[1]